# Barcelona Teatre Musical
Der Barcelona Teatre Musical, ehemals Palau Municipal d’Esports de Barcelona, ist eine Theaterhalle und ehemalige Mehrzweckhalle in der spanischen Stadt Barcelona im Bezirk Sants-Montjuïc.

## Geschichte
Anlässlich der Mittelmeerspiele 1955 wurde der Palau Municipal d’Esports de Barcelona als Mehrzweckhalle für mehrere Sportarten 1955 eröffnet.
Die Halle war lange Zeit Heimspielstätte der Basketballmannschaft des FC Barcelona sowie der Basketball- und Rollhockeymannschaft von Espanyol Barcelona. Darüber hinaus war die Halle Austragungsort der Copa del Rey de Balonmano Endspiele 1956 und 1958 oder großer internationaler Sportveranstaltungen wie der Rollhockey-Weltmeisterschaft 1964 oder der Judo-Europameisterschaften 1958.
Von 1974 bis zum Umbau im Jahr 2000 fanden im Palau d’Esports de Barcelona zahlreiche Konzerte großer Künstler wie Queen, Bruce Springsteen, Grateful Dead, Kiss, Iron Maiden, Elton John, Bon Jovi, Joe Cocker, Nirvana, Oasis, Bob Dylan oder Sting statt.
1986 wurde die Halle anlässlich der Basketball-Weltmeisterschaft 1986 saniert. Ein Jahr später war die Halle Austragungsort der Taekwondo-Weltmeisterschaften 1987. Anfang der 1990er Jahre wurde die Halle immer weniger genutzt, da die meisten Veranstaltungen in Barcelona im neuerbauten Palau Sant Jordi stattfanden. 1991 erfolgten dann anlässlich der Olympischen Sommerspiele 1992 weitere Umbaumaßnahmen. Während der Spiele wurden im Palau d’Esports de Barcelona die Vorrundenspiele der beiden Volleyballturniere sowie die Wettkämpfe in der Rhythmischen Sportgymnastik ausgetragen. Dafür wurde unter anderem die Kapazität auf 6500 Plätze erhöht und die oberen Sitzreihe mit Sitzschalen ausgestattet.
In der Folgezeit wurde das Gebäude vermehrt für Theater und Musicals genutzt und im Jahre 2000 schließlich zu einem Theatersaal umfunktioniert und 2001 eröffnet. Der saal bietet 2800 Besuchern Platz und verfügt über eine 20 Meter breite Bühne.